# Aneugmenus coronatus
Aneugmenus coronatus är en stekelart som först beskrevs av Johann Christoph Friedrich Klug 1818.  Aneugmenus coronatus ingår i släktet Aneugmenus, och familjen bladsteklar. Arten är reproducerande i Sverige.